# Vésiculémie
La vésiculémie désigne la concentration de vésicules extracellulaires (i.e. microvésicules et exosomes) dans le plasma sanguin. Ce terme a été introduit en 2020 par l’équipe SOAP (Signaling in Oncogenesis, Angiogenesis and Permeability),, appartenant au Centre de Recherche en Cancérologie et Immunologie Nantes-Angers, au cours de leurs travaux sur la caractérisation des vésicules extracellulaires plasmatiques chez des patients atteints de glioblastome.

## Méthodes de mesure
Selon les dernières recommandations de la Société Internationale des Vésicules Extracellulaires (ISEV), la vésiculémie doit être estimée par, au minimum, deux techniques parmi celles décrites ci-dessous.

### Microscopie
Les deux techniques microscopiques actuellement recommandées pour la caractérisation des vésicules extracellulaires sont la microscopie électronique et la microscopie à force atomique. Les résultats obtenus doivent s'accompagner d'une image en "champ large" et en "champ rapproché" afin de s'assurer de la pureté de la préparation.

### Analyse en particule unique
La TRPS (Tunable Resistive Particule Sensing) ainsi que la SPT (Single Particle Tracking) sont les deux principales méthodes pour caractériser les vésicules extracellulaires à l'échelle de la particule unique. Basées sur des principes physiques différents et complémentaires, elles représentent aujourd'hui les deux techniques les plus utilisées afin d'estimer la concentration et la taille des vésicules extracellulaires.

### ELISA
Des kits ELISA spécifiques de marqueurs de vésicules extracellulaires, tels que les tétraspanines CD63 ou CD9, ont été récemment développés afin de déterminer la concentration en vésicules extracellulaires d'une préparation.